# Tödi
El Tödi (en alemany) o Piz Russein (en romanx) és el cim més alt del massís del mateix nom i del conjunt dels Alps de Glarus, situats en la Suïssa central.

## Geografia
El Tödi es troba en la part oest dels Alps de Glarus, entre Linthal al nord i Disentis al sud. El Tödi és un vast massís muntanyenc que es projecta com un promontori al nord de la serralada que divideix la conca del Linth de la del Rin.
Hi ha tres cims principals. El més baix, i el més septentrional, que és el que es veu des de l'Ober Sand Alp, es diu Sandgipfel (3.398 metres). El Glärner Tödi (3.571 metres), que se suposa que és el més alt, i el més cridaner des de Stachelberg i altres punts de vista al nord, és en realitat el segon en altura. El cim més alt (3.614 m) es troba a l'oest del Glärner Tödi, i es distingeix pel nom grisó Piz Russein. Políticament el Tödi està dividit entre els municipis de Disentis i Sumvitg (Grisons), i Glarus Süd.
El massís central de la muntanya està tancat entre dues glaceres, de les quals la més important és la glacera Biferten. Té el seu origen en una vasta conca nevada al sud-est del Tödi, limitada al sud pels cims de Stoc Grond, Piz Urlaun i Bifertenstock, que formen el límit dels dos cantons. L'últim cim està connectat amb el Selbsanft per una paret massiva de roques escarpades que envolten la glacera pel costat est, i que l'obliguen, després de descendir al principi quasi cap a l'est, a doblegar-se primer cap al nord-est, i després cap al nord. En el costat oposat, una cresta de roques anomenada Bifertengrätli, que descendeix cap al nord-est des del Tödi, forma el límit de la glacera Biferten. El final d'aquest més proper al Tödi és el Grünhorn, on es trobava la primera cabanya del Club Alpí Suís. La glacera Biferten és de difícil accés, a causa de la seua inclinació. Inclou algunes cascades de gel, amb pendents intermedis, i té moltes esquerdes. En el costat oest del Tödi es troba la Glacera Sand o Sandfirn, que descendeix cap a l'Alp Sand des de la cresta divisòria que forma el pas cap al sud. Açò no s'estén tan al sud com la capçalera de la Glacera Biferten. La cresta que va cap al nord des del Stoc Grond fins al cim del Tödi domina la capçalera de la Val Russein en el costat dels Grisons de la serralada, però sembla que la massa principal del Tödi es troba totalment en el costat nord de la conca.
La prominència d'1.570 metres és particularment visible des del costat de Glarus, on la diferència d'altitud entre el cim i la vall del riu Linth és de quasi 3 km. La diferència és menor en el costat sud, ja que la vall del Rin està per sobre dels 1.000 metres.

## Galeria

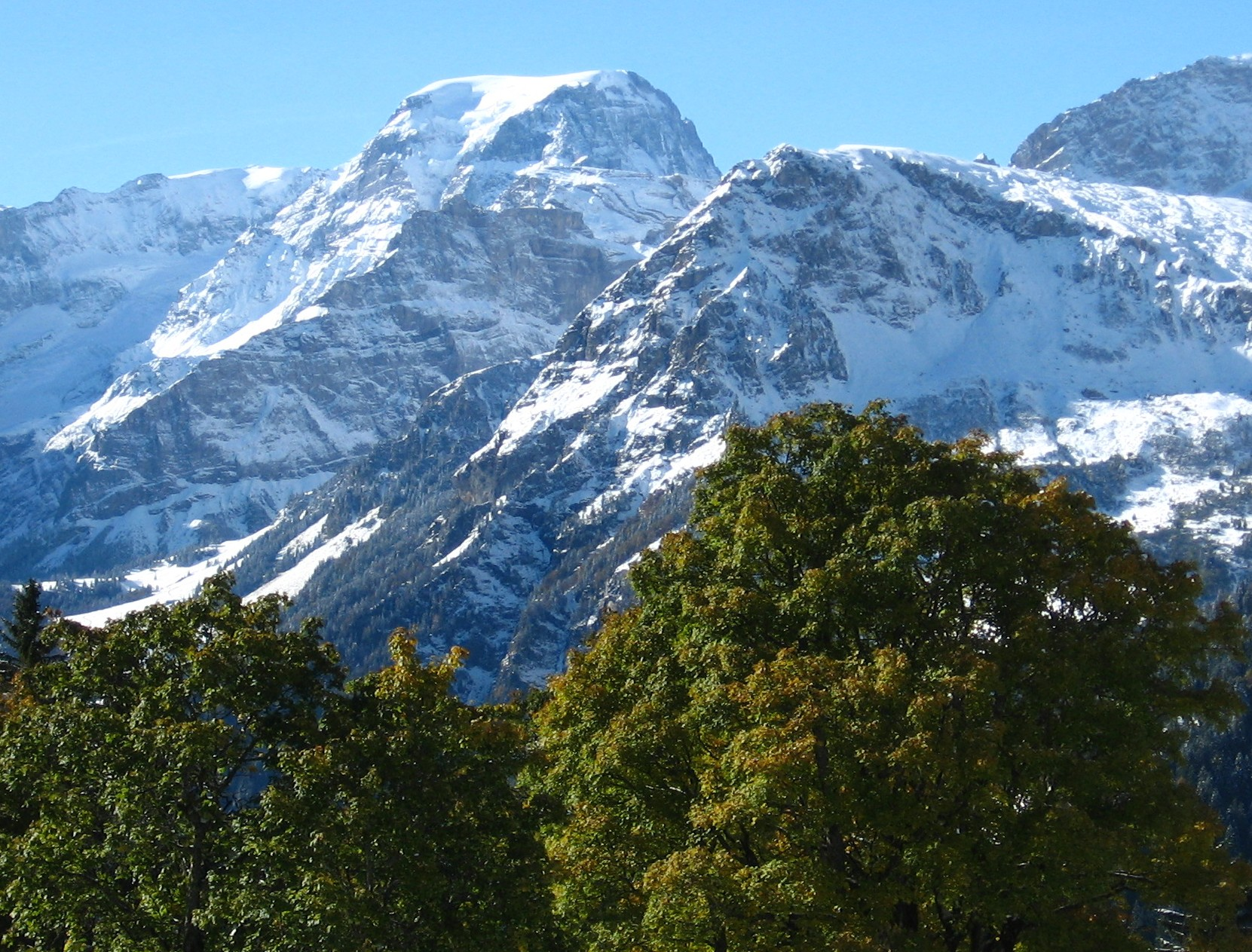
Tödi des de Braunwald
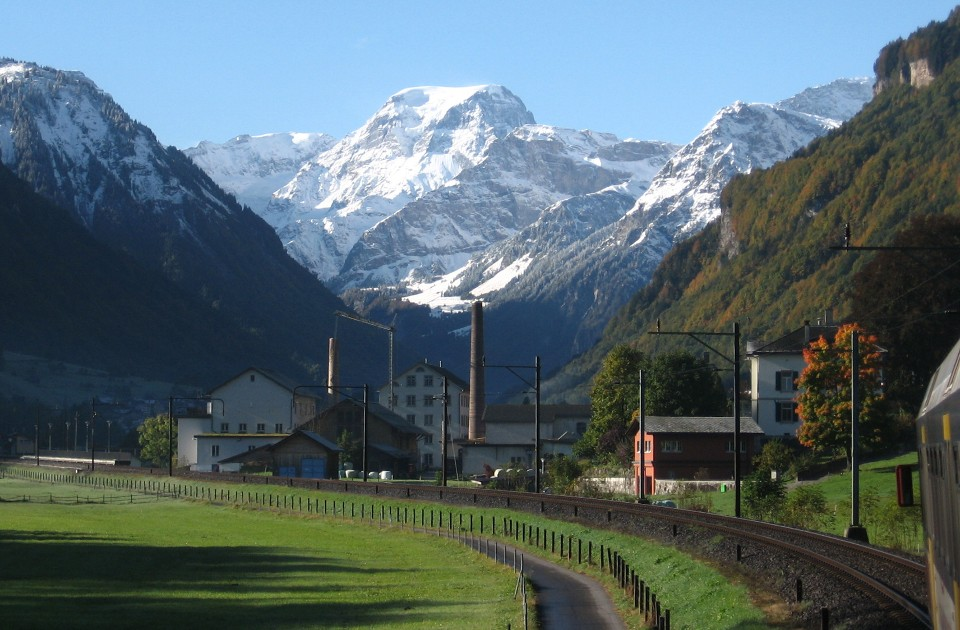
Tödi des de Linthal
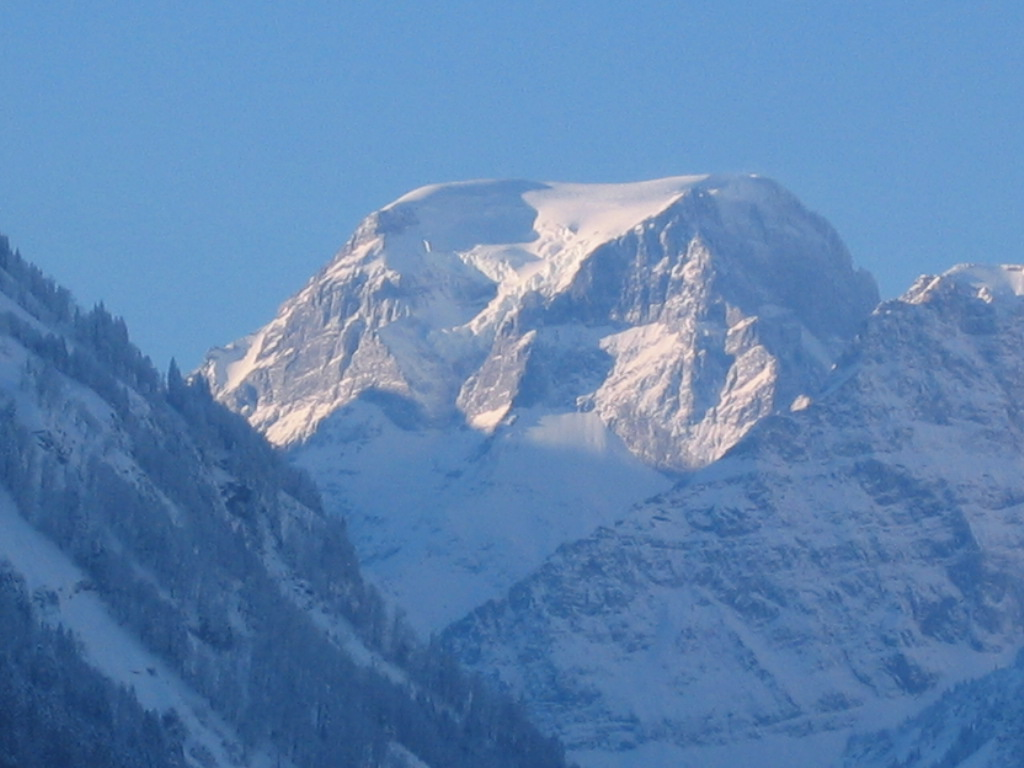
Tödi en hivern
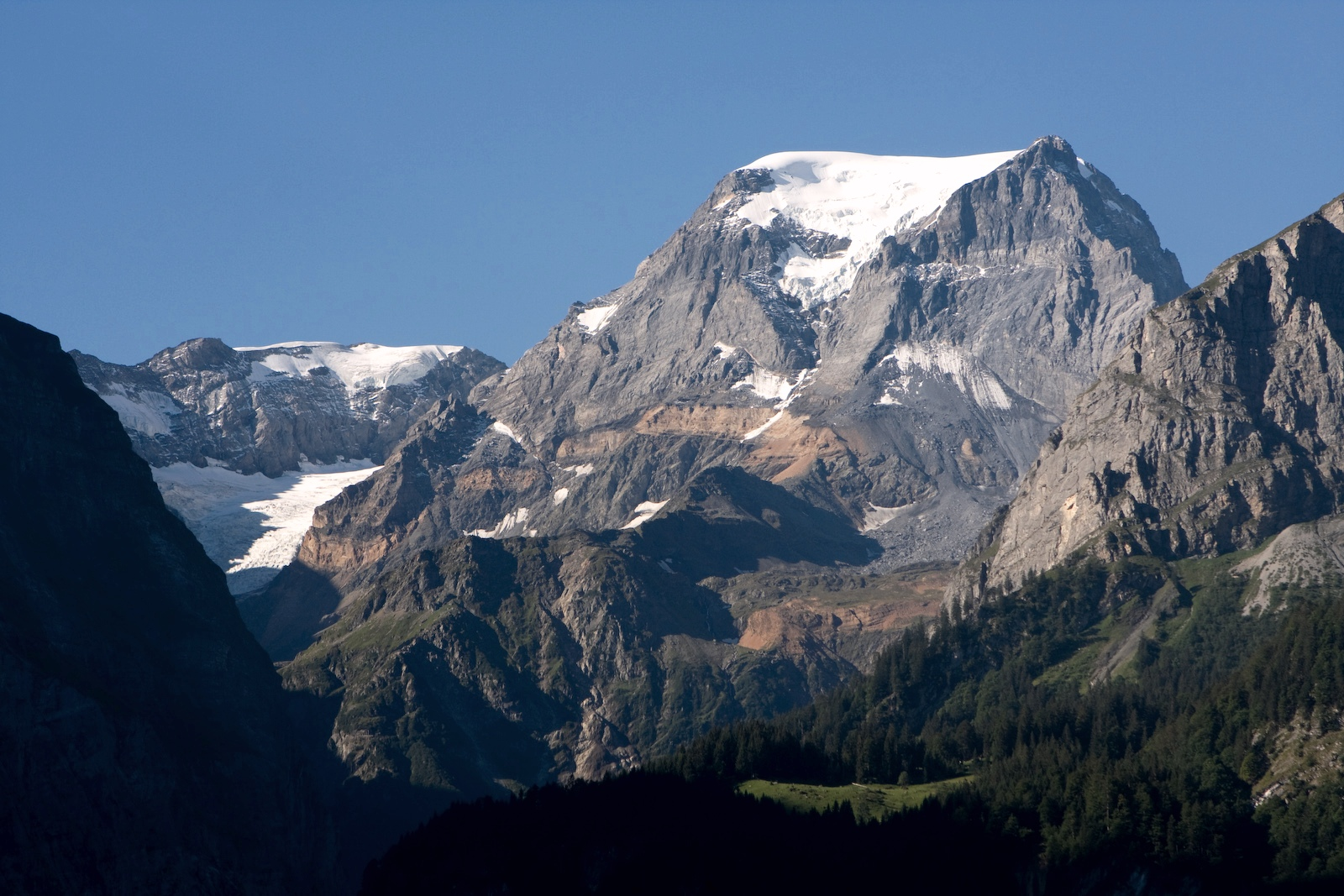
Tödi